# BBC News (kênh truyền hình)
BBC News (thường được gọi là BBC News Channel) là kênh tin tức truyền hình miễn phí của Anh, được ra mắt với tên gọi BBC News 24 vào ngày 9 tháng 11 năm 1997 lúc 5:30 chiều như một phần trong bước đột phá của BBC vào các kênh truyền hình kỹ thuật số trong nước, trở thành đối thủ cạnh tranh đầu tiên với Sky News hoạt động từ năm 1989. Trong một thời gian, người xem có thể theo dõi lại các bản tin thời tiết, thể thao và thời tiết có sẵn trên BBC Red Button.
Vào ngày 22 tháng 2 năm 2006, BBC News đã được vinh danh là Kênh tin tức của năm tại Giải thưởng Báo chí Truyền hình của Hiệp hội Truyền hình Hoàng gia. Các giám khảo nhận xét rằng đây là năm mà BBC News đã "thực sự phát triển". Kênh đã giành được giải thưởng này lần thứ hai vào năm 2017.
Từ tháng 5 năm 2007, khán giả ở Anh có thể xem kênh thông qua trang web BBC News. Vào tháng 4 năm 2008, kênh được đổi tên thành BBC News như một phần của việc đổi thương hiệu trị giá 550.000 bảng Anh cho đầu ra tin tức của BBC, hoàn chỉnh với một studio và bản trình bày mới. Dịch vụ chị em của nó, BBC World cũng được đổi tên thành BBC World News trong khi các bản tin quốc gia trở thành BBC News at One, BBC News at Six và BBC News at Ten. Trong ngày, trung bình kênh này thu hút khoảng gấp đôi lượng khán giả của Sky News.
Kênh có trụ sở tại và được phát sóng từ Broadcasting House ở West End của Luân Đôn.

## BBC News HD

Logo BBC News HD (2013–2019)

Vào ngày 16 tháng 7 năm 2013, BBC thông báo rằng họ đang phát triển một kênh truyền hình có độ phân giải cao (HD) và sẽ cho ra mắt vào đầu năm 2014. Kênh được ra mắt vào ngày 10 tháng 12 năm 2013 và được phát hành trên toàn nước Anh vào tháng 6 năm 2014 (như BBC Four HD và CBeebies HD).
BBC News HD đã bị xóa khỏi Freeview vào ngày 30 tháng 6 năm 2022 do hệ thống ghép kênh COM7 đóng cửa.

## Số khán giả xem
The Daily Telegraph đưa tin vào tháng 11 năm 2021: "BBC News đạt 370.000 cho vị trí hoạt động tốt nhất".